# 宫观
宫观，即道观、道宫，是各类道教建筑的总称。它是道教徒们修炼、传道和举行各种宗教仪式以及生活的场所。多位于名山大川附近以及大城市裡。

## 发展
最早的道观被称作“静室”，其结构就是一间或者数间茅屋，设在道民家。张道陵在创立道教前，便率领弟子们在静室中修行。道教创立后，他设立了二十八个“治”。这些治也都是一些比较简单的建筑，设在道师家。根据天师道的规定，除了三会日信徒（道民）需要到治参与宗教活动，平时是分别在不同场所进行宗教活动的。
到了两晋南北朝时期，“庐”、“靖”、“馆”、“观”等代替了治的名称，其规模和数量也大大增加。这时的“庐”、“靖”还只是祭祀神灵的场所，不作为生活场所。而“馆”、“观”的出现，则产生了很大变化。它们既是举行宗教活动的场所，也是道士生活的场所；经济来源不再像以往向信徒收取费用，而是通过各种赏赐和施舍来供养，一些道观甚至拥有很多的地产。
唐朝时，道教受到皇帝的尊崇，因而修建了非常多的道观。当时全国有将近一千九百座道观。其中规模巨大、或者由皇家兴建的，被称为“宫”。道教建筑在此时发展到了其顶峰时期，后来此类建筑便被统称为“宫观”。
宋、元、明代，全国依然修建了不少宫观。清代以后，随着道教的衰落，道教建筑的发展开始逐渐趋缓。

## 形制
唐以后的道观一般都是呈现坐北朝南、东西对称的格局。在南北中轴线上修建有山门、中庭、殿堂和寝殿等建筑，作为主体。而两边和后部还修有廊庑、旁房和花园、水池等。各种内部庭院多采用四合院形式。
大多数道观内，都修建了数量不等的多座殿堂，以供奉各路道教神仙。主要的殿堂有三清殿、玉皇殿、三官殿、重阳殿、七真殿以及药王殿、关圣殿、灵官殿等。
道观的首领一般称作监院，其下还设有都管、都讲、都厨等职务。而方丈则是一种荣誉性的头衔，由德高望重的老道士担任。
全真道的道观，称作“十方丛林”。这类道观的组织比较严密，其各种房屋、土地和财物都属于道教界公有。目前中国大部分的道观都属于这一种。
正一道的道观，被叫做“子孫廟”，由庙主总领一切。包括庙宇在内的所有财物，都是庙主的私人财产，并且可以继承。

## 名观
中国现存著名的宫观大都为明清时兴建或者重修的，其中还有不少被列为全国重点文物保护单位。
- 鹿邑太清宫，坐落于老子故里。在唐代时，被奉为皇家祖庙。现属于全真道。
- 终南山楼观台，为老子向尹喜传道之所，相传始建于周代。
- 龙虎山天师府，为历代张天师居所和正一道的总部。
- 青城山常道观，又称“天师洞”，是张道陵修道之所。现属于全真道。
- 北京白云观，長春真人丘处机在此长住且葬于此，是全真道总部和三大祖庭之一。现为中国道教协会所在地。
- 北京大高玄殿，位于北京故宫西北角，是明、清两朝的皇家道观。
- 泰山岱庙，為祭祀泰山神東嶽大帝之廟，位于山东泰安城区。现属于全真道。
- 嵩山中岳庙，為祭祀嵩山神中嶽大帝之廟，因为临近北宋首都开封，而受到北宋历代皇帝的尊崇。
- 天津天后宫，三大妈祖祖庙之一。现属于全真道。
- 芮城永乐宫，原址相傳為呂洞賓之故鄉，以其精美的壁画而闻名天下。
- 解州关帝庙，位于关羽的家乡——山西运城，是普天下关帝庙的祖庙。
- 沈阳太清宫，现属于全真道。
- 苏州玄妙观，观内三清殿为今已罕见的宋代古建筑。
- 武汉长春觀，祭祀丘处机，故名“长春”。
- 武当山太和宫，是世界遗产武当山古建筑群的主体。
- 长沙云麓宫， 位于长沙市湘江西岸的岳麓山风景名胜区。该建筑地处岳麓山第二峰云麓峰，为道教七十二福地之二十三洞真虚福地。
- 长沙陶公庙， 位于长沙县榔梨镇浏阳河畔，为祭祀陶淡、陶烜叔侄而建。
- 衡山南岳大庙，奉祀衡山神南嶽大帝，是儒教、道教和佛教三教并存的寺庙，有道教八观（东八观）、佛教八寺、御書樓等建築。
- 成都青羊宫，传说是老子的出生地。现宫观为清代所修，属于全真道。
- 昆明太和宫，以拥有铜铸的“金殿”而闻名，现存建筑主要为吴三桂所修。
- 西安八仙宫，相传此处为唐代“长安酒肆”，吕洞宾在此饮酒，遇钟离权点化而得道。慈禧太后、光绪皇帝避难时曾来此居住。现属于全真道。
- 广州五仙观，为了感谢古时五位仙人骑羊降临广州，留下稻穗及仙羊，在他们降临的地方修建了五仙观以示纪念。

## 延伸阅读
[在维基数据编辑]
 《欽定古今圖書集成·博物彙編·神異典·道觀部》，出自陈梦雷《古今圖書集成》